# ハラビロミドリオニグモ
ハラビロミドリオニグモ Araneus viridiventris Yaginuma, 1969 は小柄なオニグモ属の1種。腹部がつやつやしい鮮やかな緑色をしている。

## 特徴
体長は雌が5.0-7.0mm、雄が3.0-4.0mm。歩脚や背甲は褐色で、腹部は雄では全体に緑褐色だが、雌では前縁が暗褐色をしている他は鮮やかな黄緑色。雄では腹部の長さが幅よりやや長いが、雌では長さと幅がほぼ等しいか横幅が広く、中央付近は両側に張っている。また表面がつやつやしく、照りがある。

## 分布と生息環境
日本では本州、四国、九州と南西諸島から知られる。国外では中国からも知られている。
山地に生息し、日当たりのよい林道脇や渓流沿いの樹間、地上2-3m辺りに垂直の正常円網を張る。

## 類似種など
腹部の形と色が独特で区別は容易い。腹部が幅広くすべすべで鮮やかな色をしていることからトリノフンダマシ類に見誤られることがある。同様にトリノフンダマシ類に似て見えるオニグモ属のものにマルヅメオニグモ A. semilunaris があるが、こちらは形態的に似通ってはいるが、腹部の色が褐色である。